# Стейт-Лайн-Сіті (Індіана)
Стейт-Лайн-Сіті (англ. State Line City) — місто (англ. town) в США, в окрузі Воррен штату Індіана. Населення — 120 осіб (2020).

## Географія
Стейт-Лайн-Сіті розташований за координатами 40°11′50″ пн. ш. 87°31′37″ зх. д. / 40.19722° пн. ш. 87.52694° зх. д. (40.197348, -87.527069).  За даними Бюро перепису населення США в 2010 році місто мало площу 0,36 км², уся площа — суходіл.

## Демографія
Згідно з переписом 2010 року, у місті мешкали 143 особи в 60 домогосподарствах у складі 41 родини. Густота населення становила 397 осіб/км².  Було 70 помешкань (194/км²).
Расовий склад населення:
| - 98,6 % — білих - 0,7 % — чорних або афроамериканців |

До двох чи більше рас належало 0,7 %. Частка іспаномовних становила 0,7 % від усіх жителів.
За віковим діапазоном населення розподілялося таким чином: 21,0 % — особи молодші 18 років, 59,4 % — особи у віці 18—64 років, 19,6 % — особи у віці 65 років та старші. Медіана віку мешканця становила 46,1 року. На 100 осіб жіночої статі у місті припадало 88,2 чоловіків;  на 100 жінок у віці від 18 років та старших — 94,8 чоловіків також старших 18 років.
Середній дохід на одне домашнє господарство  становив 54 431 долар США (медіана — 48 750), а середній дохід на одну сім'ю — 60 957 доларів (медіана — 48 750). За межею бідності перебувало 4,8 % осіб, у тому числі 6,4 % дітей у віці до 18 років та 0,0 % осіб у віці 65 років та старших.
Цивільне працевлаштоване населення становило 88 осіб. Основні галузі зайнятості: освіта, охорона здоров'я та соціальна допомога — 31,8 %, виробництво — 28,4 %, роздрібна торгівля — 10,2 %, фінанси, страхування та нерухомість — 10,2 %.